# 仰木日向
仰木 日向（おおぎ ひなた、おうぎ ひなた）は、日本の小説家・ソングライターである。

## 概要
和太鼓演奏家としてキャリアを始め、その後音楽制作会社で作曲を学んだのち、フリーランスの作曲家として活動、アニメやゲームの楽曲やBGMを本名名義で手掛けていたが、2014年からは友人の声優とコンビの同人作品名義にしていた『仰木日向』を活動名義にし、『SHOW BY ROCK!!』『ガールフレンド（仮）』『グリモア〜私立グリモワール魔法学園〜』『Re:ステージ!』『戦国炎舞-KIZUNA-』などの音楽を手掛けている。
また、ライトノベル『作曲少女』シリーズや小説『トークバック』などを執筆するなど、作家活動も行っている。同氏のペンネームは出身の大津市立仰木中学校に由来する

## 書籍作品

### 小説
- スーパーヒロイン学園[6][7]
- 作詞少女[8]
- 作曲少女[9]
- 作曲少女2[10]
- 作曲少女Q[11]
- トークバック[12]

## 音楽作品

### アニメ・ゲームソング
SHOW BY ROCK!!
- 「旅路宵酔ゐ夢花火」（作詞）
- 「十六夜ゐ雪洞唄」（作詞）
- 「夜桜太鼓輝夜打ち」（作詞）
- 「ハマってRockin'Sweet!!」（作詞）
- 「HEROSTARを探しに行こう」（作詞）
- 「StandUpバイガンバー！」（作詞）
- 「ヒーローライン」（作詞）
- 「俺たちのヒーロータイム」（作詞）

ガールフレンド（仮）
- 「I Say I Love」（作詞）
- 「Reason Of Life」（作詞）
- 「Season of Silence」（作詞）
- 「Sewing My MODE」（作詞）
- 「Smile Day」（作詞）
- 「コイビトマフラー」（作詞）
- 「スキャンダルは如何」（作詞）
- 「そよ風のピルエット」（作詞）
- 「ティーアップ!」（作詞）
- 「トラブル◎ボタン」（作詞）
- 「ハートエイド」（作詞）
- 「ロボティクス∞」（作詞）
- 「二人で綴る物語」（作詞）
- 「俺の心が燃えているのさ…!〜宮内のテーマ〜」（作詞）
- 「彩花囃子」（作詞・作曲）
- 「成りて花一匁」（作詞）
- 「未来Episode」（作詞）

グリモア〜私立グリモワール魔法学園〜
- 「CROSSING POINT」（作詞・作曲）
- 「Chant de Vérité」（作詞）
- 「Chant de Romance」（作詞）
- 「Focus!」（作詞・作曲）
- 「Pledge Of The Flame」（作詞・作曲）
- 「Prologue」（作詞）
- 「will」（作詞）
- 「クロックワークラブロマンス」（作詞）
- 「スノードーム」（作詞）
- 「だいすきのワルツ」（作詞・作曲）
- 「つきかげはしる」（作詞・作曲）
- 「ハッピーエンド」（作詞・作曲）
- 「小さなオルゴール」（作詞）
- 「愛し君」（作詞）
- 「終わらないマリオネッテ」（作詞）
- 「赤誠の薔薇を讃えて」（作詞・作曲）
- 「超不可視秘密結社計画」（作詞・作曲）
- 「来来！三星飯店」（作詞・作曲）

アズールレーン
- 「13 BRIGHT BATTLE STARS」（作詞）
- 「九尾しぐれ」（作詞）

この素晴らしい世界に祝福を
- 「わたし音頭」（作詞）

戦艦少女R
- 「砲声の誓い」（作詞）

Re:ステージ!
- 「Startin' MyRe STAGE」（作詞）
- 「リメンバーズ!」（作詞）
- 「君に贈るAngel Yell」（作詞）
- 「夏の約束」（作詞）

### 声優ソング
内田彩
- 「オレンジ」（作詞）

雨宮天
- 「Velvet Rays」（作詞）